# Johann Gottfried Arndt
Johann Gottfried Arndt (* 12. Januar 1713 in Halle; † 1. September 1767 in Riga) war ein livländischer Historiker.

## Leben
Johann Gottfried Arndt wuchs im Waisenhaus seiner Geburtsstadt auf und absolvierte dort auch seine Schulzeit. Später studierte er an der Universität Halle. Im Anschluss daran ging er 1738 als Hauslehrer nach Livland.
1740 wurde Arndt zum Rektor der Schule in Arensburg auf Ösel berufen. Mit seiner Ernennung zum Konrektor des Kaiserlichen Lyzeums zu Riga im Jahre 1747 begann Arndt mit seiner schriftstellerischen Tätigkeit. Er veröffentlichte unter anderem Aufsätze für die Gelehrten Beiträge zu den Rigischen Anzeigen.

## Rezeption
Von Bedeutung waren Arndts Übersetzung der Livländischen Chronik von Heinrich von Lettland, deren Teile in Halle veröffentlicht wurden. Als Teil 1 erschien 1747 Livland unter seinen ersten Bischöfen und Teil 2 befasste sich 1753 mit Livland unter seinen Herren Meistern. Weiterhin trägt das von Arndt erstellte und 1753 veröffentlichte Burgenverzeichnis zur Erforschung der Burgen in Lettland bei.

## Werke
- Heinrich von Lettland, Johann Gottfried Arndt (Hrsg.): Der Liefländischen Chronik. Erster Theil. Von Liefland unter seinen ersten Bischöfen, welcher die alte Geschichte der Russen, Deutschen, Schweden, Dänen, Esthen, Liven, Letten, Litthauer, Curen und Semgallen erleutert. Oder die Origines Livoniae sacrae et civilis, wie solche der königl. Hofrath und Bibliothekarius Herr Johann Daniel Gruber aus einem alten Manuscript Lateinisch herausgegeben und mit gelehrten Noten versehen, nunmehro aber aus anderen Handschriften ergänzet, mit der nöthigsten Anzeige der verschiedenen Lesarten wie auch mit kurzen Anmerkungen begleitet und ins Deutsche übersetzet von Johann Gottfried Arndt, der Schule zu Arensburg auf Oesel Rector, Halle im Magdeburg, gedruckt bey Joh. Justinius Gebauer, 1747, gewidmet Zarin Elisabeth der Großen; online über Google-Bücher, Digitalisat und Volltext im Deutschen Textarchiv
- Heinrich von Lettland, Johann Gottfried Arndt (Hrsg.): Der Liefländischen Chronik Andrer Theil : Von Liefland unter seinen Herren Meistern, welche die alte Geschichte des Ordens und der benachbarten Völker erleutert : Sowol mit Zuziehung der gedruckten und ungedruckten Schriftsteller als fürnemlich aus einer zalreichen Menge alter Documente im Original, beglaubten Copeien und andern Abschriften zusammen getragen [...] (Übersetzt und hrsg. v. Johann Gottfried Arndt) Gebauer, Halle 1753 Digitalisat und Volltext im Deutschen Textarchiv